# Senna aphylla
Senna aphylla är en ärtväxtart som först beskrevs av Antonio José Cavanilles, och fick sitt nu gällande namn av Howard Samuel Irwin och Rupert Charles Barneby. Senna aphylla ingår i släktet sennor, och familjen ärtväxter. Inga underarter finns listade i Catalogue of Life.

## Bildgalleri

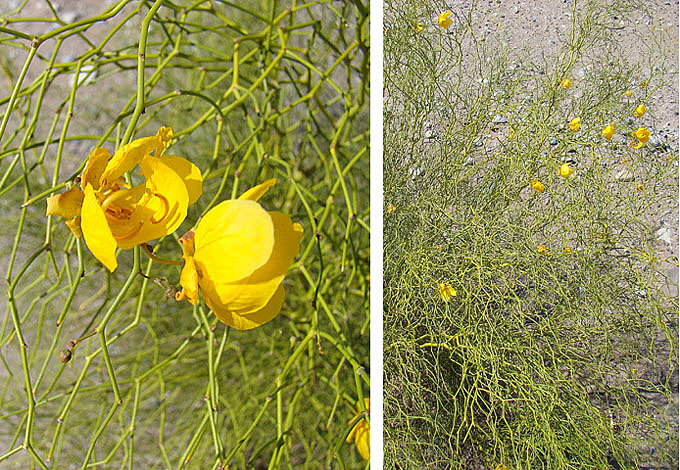